# Valleyview, Ohio
Valleyview là một làng thuộc quận Franklin, tiểu bang Ohio, Hoa Kỳ. Năm 2010, dân số của làng này là 620 người.

## Dân số
- Dân số năm 2000: 601 người.
- Dân số năm 2010: 620 người.